# Café de la Régence
Кафе Режанс (фр. Café de la Régence) у Паризу, је било окупљалиште проминентних играча шаха у Европи тог времена, али и многих познатих личности, како филозофа, писаца, сликара тако и оних који су делили интерес према шаху или најновијим културним трендовима. Дидеро, Волтер, Русо, Робеспјер, Бен Франклин, млади Наполеон, и многи други су ту долазили на које пиће и партију шаха, али и да размене мисли и идеје са својим истомишљеницима.

## Историја
Кафе је почео са радом 1681. године и налазио се у близини Лувра, у улици Сен-Онор (фр. rue Saint-Honoré). Око 1740. године велики део шаховске клијентеле напушта један други познати кафе, Café Procope, и сели се у кафе Режанс, чиме то место постаје шаховска Мека Париза и целе Европе у 18. и 19. веку.
Након 235 година свог постојања и неколико мењања адреса, једном због великог урбанистичког реновирања целог Париза по наредби Наполеона III Бонапарте, кафе Режанс бива трајно затворен у 1916. години.